# Verenstaal
Verenstaal is een laaggelegeerd staal met nikkel en een relatief hoog koolstofgehalte (0,80–0,95% koolstof). Het bezit daardoor in vergelijking met andere staalsoorten een grote structurele sterkte, d.w.z. een grote weerstand tegen permanente vervorming. Verenstaal kent vele toepassingen, in het bijzonder voor veren, van de veren in auto's, vrachtwagens, treinen en andere vervoermiddelen, tot de veren in wasknijpers en de kleinste veertjes in horloges. Ook pianosnaren en bepaalde toneelzwaarden worden van verenstaal gemaakt.